# Pimelia angulata
Pimelia angulata es una especie de escarabajo del género Pimelia, tribu Pimeliini, familia Tenebrionidae. Fue descrita científicamente por Fabricius en 1775.
Se mantiene activa durante los meses de febrero, abril, septiembre, octubre y diciembre.

## Distribución
Se distribuye por Egipto, Argelia, Marruecos, Israel, Sri Lanka y Túnez.